# Šlebinger
Šlebinger je priimek več znanih Slovencev:
- Ciril Šlebinger (1907—2000), geolog
- Janko Šlebinger (1876—1951), literarni zgodovinar, bibliograf, leksikograf, urednik
- Vladimir Šlebinger (1906—1984), geolog, hidrolog, elektroenergetik in zbiralec afriških umetnin